# Mezőlak
Mezőlak je vesnice v Maďarsku v župě Veszprém, spadající pod okres Pápa. Nachází se asi 6 km západně od Pápy, 24 km severovýchodně od Celldömölku, 27 km jihozápadně od Tétu, 38 km jihovýchodně od Csorny a 40 km severovýchodně od Sárváru. V roce 2015 zde žilo 983 obyvatel, z nichž 90,1 % tvoří Maďaři.
Kromě hlavní části patří k Mezőlaku i malá část Asszonyfapuszta.
Mezőlak leží na silnici 84112. Je přímo silničně spojen s obcemi Békás, Mihályháza, Nagyacsád, Nyárád, Pápadereske a městem Pápa. Poblíže Mezőlaku protéká potok Kis-Séd, který se vlévá do řeky Marcal. Pod území Mezőlaku patří také vodní nádrž Szélmezői-tavak.
V Mezőlaku se nachází zámek Szold-kastély a tři kostely, z nichž je jeden (Szent Kereszt Felmagasztalása-templom) katolický, jeden evangelický a jeden reformovaný. Nachází se zde též škola, hřbitov, kavárna, bufet, hospoda a malý obchod.